# At War with Satan
| Оценки критиков | Оценки критиков |
| Источник        | Оценка          |
| --------------- | --------------- |
| Allmusic        | [ 1 ]           |

At War with Satan (с англ. «Воюя с Сатаной») — третий альбом  метал-группы Venom. Он был выпущен в апреле 1984 года. На этом альбоме группа вернулась к более «сырому», «неотполированному» звучанию дебютного альбома Welcome to Hell.
Идея включения в этот альбом песни, занимающей целую сторону навеяна группой Rush с их альбомом 2112, который является одним из любимых альбомов басиста. Эпичная заглавная песня никогда не игралась группой вживую до того, как Кронос сократил её более, чем наполовину для своего соло-проекта. С тех пор она несколько раз игралась вживую с новым составом Venom.

## Список композиций
| №  | Название            | Длительность |
| -- | ------------------- | ------------ |
| 1. | «At War with Satan» | 19:57        |

| №  | Название                    | Длительность |
| -- | --------------------------- | ------------ |
| 2. | «Rip Ride»                  | 3:09         |
| 3. | «Genocide»                  | 2:59         |
| 4. | «Cry Wolf»                  | 4:19         |
| 5. | «Stand Up (And Be Counted)» | 3:32         |
| 6. | «Women, Leather and Hell»   | 3:21         |
| 7. | «Aaaaaarrghh»               | 2:25         |

| №   | Название                         | Длительность |
| --- | -------------------------------- | ------------ |
| 8.  | «At War With Satan (TV Adverts)» | 1:04         |
| 9.  | «Warhead»                        | 3:40         |
| 10. | «Lady Lust»                      | 2.48         |
| 11. | «The Seven Gates of Hell»        | 5:28         |
| 12. | «Manitou»                        | 4:42         |
| 13. | «Woman»                          | 2:56         |
| 14. | «Dead of the Night»              | 4:09         |
| 15. | «Manitou (Abbey Road uncut mix)» | 4:49         |

## Участники записи
- Кронос — бас-гитара, вокал
- Мантас — электрогитара
- Аббадон — ударные

## Производство
- Выпущено: Power Metal Publishing/Neat Music Publishing.
- Песни и продюсирование: Venom
- Запись и микширование: Martin Smith и Keith Nichol